# Raúl Orosco
Raul Orosco Delgadillo (Mizque, 25 de março de 1979) é um árbitro de futebol boliviano.
Mediou partidas na Copa América de 2011, Jogos Olímpicos de 2012 e novamente na Copa América de 2015.